# ANAS
ANAS S.p.A. (voorheen een acroniem voor Azienda Nazionale Autonoma delle Strade, Nederlands: Nationale Autonome Wegenonderneming) is een Italiaanse overheidsorganisatie met als taak de aanleg en het onderhoud van Italiaanse autosnelwegen en nationale wegen. ANAS heeft een hoofdkantoor in Rome en valt onder het Italiaanse Ministerie van Infrastructuur en Transport. In 2016 had ANAS 5.997 medewerkers in dienst.

Autosnelweg A29 op Sicilië (2007)

ANAS is enigszins vergelijkbaar met het Nederlandse Rijkswaterstaat, hoewel ANAS geen waterstaatkundige taken verricht.

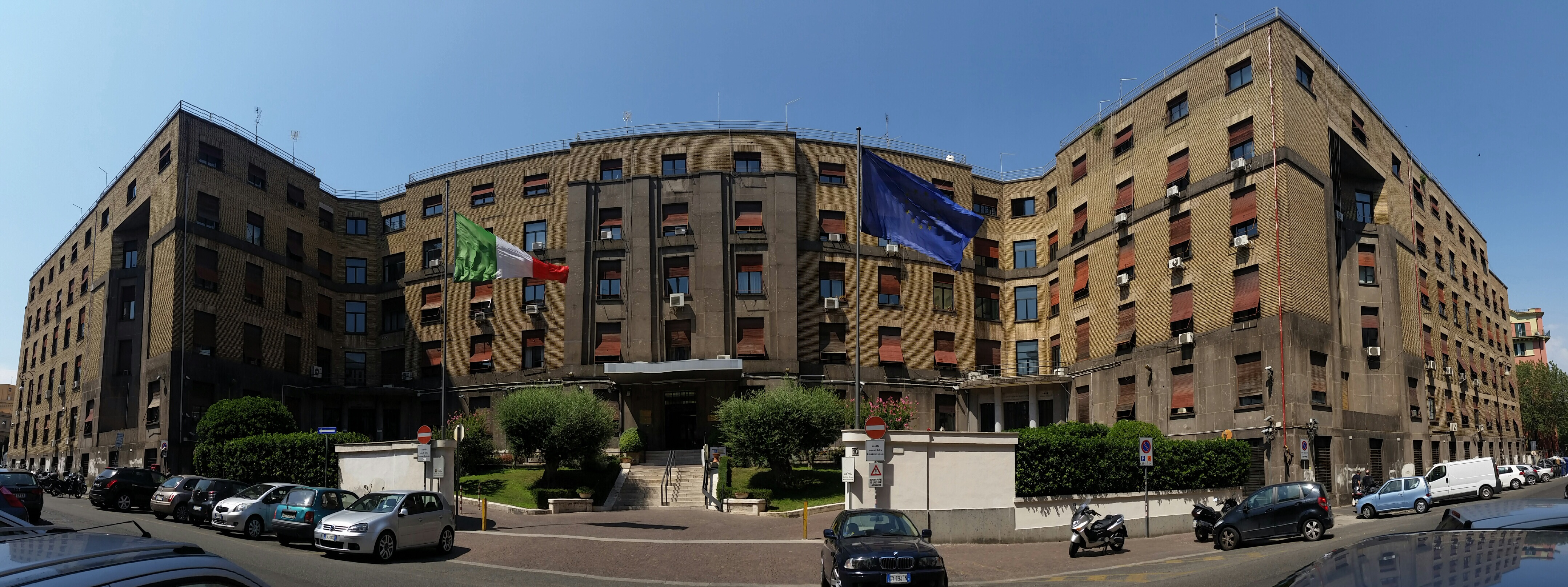
Het ANAS-hoofdkantoor in Rome, aan de Via Monzambano 10

## Geschiedenis
Op 27 juni 1946 werd ANAS opgericht met als doel het herstel van het Italiaanse wegennet, dat ernstig beschadigd was tijdens de Tweede Wereldoorlog. Het is de opvolger van de in 1928 gestichte Azienda Autonoma Statale della Strada (AASS), waarvan ANAS het wegennet overnam.

## Functioneren
In de Italiaanse media en politiek wordt regelmatig kritiek geuit op de taakuitvoering van ANAS. Enerzijds luidt de kritiek dat ANAS te dure bouwopdrachten verleent. Anderzijds wordt ANAS een gebrekkige planning bij projecten verweten, alsook onvoldoende prestaties bij aanleg- en onderhoudsprojecten. Zo werd op 23 december 2014 op Sicilië een nieuw geopend wegvak van de Strada Statale 118 tussen Palermo en Agrigento al na één week afgesloten wegens gevaarlijke wegverzakkingen.